# 南京特殊教育师范学院
南京特殊教育师范学院是位于江苏省南京市的一所公办全日制普通本科学校，为中国唯一一所培养特殊教育师资的独立高校，前身为1982年创建的中国第一所特殊教育师范学校——南京特殊教育师范学校。

## 历史
- 1982年，由中国政府与联合国儿童基金会合作，教育部创办第一所特殊教育示范学校——南京特殊教育师范学校。
- 1997年，划归江苏省。
- 2002年6月，升格为南京特殊教育职业技术学院。
- 2009年，成为中国残联全国残疾人职业教育师资培训基地。
- 2015年，升格为普通高等本科院校，开启本科办学，并更名为南京特殊教育师范学院。

## 专业设置
- 特殊教育学院
- 康复科学学院
- 教育科学学院
- 管理学院(无障碍管理学院)
- 语言学院
- 数学与信息科学学院
- 马克思主义学院
- 音乐与舞蹈学院
- 体育学院
- 美术与设计学院(阳光学院)[2]